# Stomp talk modstone
STOMP TALK MODSTONE（ストンプトークモッズトーン）は、日本の5人組ロックバンド。

2013年より川島のソロ活動として始動、2014年にバンドを結成。略称としては「STMT」が用いられる。自主レーベルの春と修羅に所属しているが多数の海外レーベルからもリリースしている。

## 概要
さまざまな音楽(特にUKロックなどの海外バンド)の影響を受けており、アルバムごとに異なった作風なのが特徴。

また、楽曲のジャンル幅が広いだけじゃなく、歌詞では日本語の他に英語や中国語などの言語も用いられている。
リリース頻度が非常に高いにもかかわらず未だに書き留めた曲、未発表の曲が多数あり、バンド初期に作られた作品が新曲として収録されることも多い。

### バンド名
川島が好きな日本のバンド「School Food Punishment」「Spangle call Lilli line」の語感を真似た事に由来する。

それぞれの単語には特に深い意味はない。

## メンバー
川島剛光 (かわしま たかみつ) - ボーカル、ギター、ベース、ドラムス、キーボード、シンセサイザー 2013年-
- 千葉県館山市出身。
- STOMP TALK MODSTONEの全楽曲の作詞作曲に加えてミックスやマスタリングなども手がける。
- ミュージックビデオなどの映像やジャケットも制作している。
- 自身がバンド内で担当するギターのほかにベース、キーボード、シンセサイザー、パーカッションなど、必要に応じて使用する。
- ソロで「TAKAMITSU KAWASHIMA」「Cadasil」「couni.」としても活動してる。

西野直樹 (にしの なおき) - ギター、ボーカル 2013年-
- 茨城県東海村出身。
- 一部グッズのデザインを手がける。
- 「Myra」のギタリストとしても活動してる。
- 無類の洋服好き。
- 大学時代はN.HOOLYWOODでアルバイトをしていた。
- ファッションブランドRags McGREGORの元スタッフ。
- エレクトロポップユニット「Cuicks」のギターを担当しているHiroto Nishinoは実兄。

星野宏太 (ほしの こうた) - ベース、ボーカル 2013年-
- 「owls」としても活動してる他、「onett」のサポートも務める。
- インディーズバンド「the kitty cat swinger's club」の元メンバー。

浅井萌 (あさい めぐむ) - ドラムス、ボーカル、イラストレーター 2013年-
- 埼玉県所沢市出身。
- 元「ArtTheaterGuild」のドラム。
- ソロでDJとしても活動してる。
- バンド内で一番の甘党。特にソフトクリームやバターピーナッツが好物。

五十嵐愛実 (いがらし あゆみ) - ボーカル 2022年-
- 2021年11月21日リリースのデジタルシングル「Sunday/You Were Here」より"You Were Here"にてボーカル参加をしてる。

### 旧メンバー
佐野実夢 (さの みむ) - ボーカル、イラストレーター 2013年-2021年1月在籍
- STOMP TALK MODSTONEのジャケットイラストの他に、春と修羅レーベル関連のイラストを手がける。
- 一部楽曲でメインボーカルやコーラスを担当。
- 現在は無期限の活動休止中。

### サポートメンバー
Eriko - ボーカル
- 「plant cell」のメンバーで、ソロプロジェクト「Baby Ever Rain」としても活動中。

## 来歴
2013年 川島のソロ活動の一環として始動。当時はインストゥルメンタルをメインとした楽曲作りをしていたが、UKロックなどの影響によりボーカルを入れた楽曲作りに変更。この頃にデジタルアルバム「Re:Planet」「haru」「颜料」などの作品が作られ、後に新曲として発表された「DNA」や「开始」、「ep.春色」などの作品もこの頃に作られる。当時の時点で既にSTOMP TALK MODSTONEとしての持ち曲は100曲以上になっていた。
2014年 ソロ活動からバンド活動に変えるためメンバーをネットで募集。高校時代の同級生(ベース)とDJがバンドに加わる。ライブの出演が決まるもののDJが音信不通になり、また同級生による練習不足の影響によってSTOMP TALK MODSTONEとしての初のライブは川島のソロでの出演となった。その後、ネット募集によって浅井萌(ドラムス)と西野直樹(ギター)が加わるものの、同級生が脱退。再度ネット募集によって星野宏太(ベース)が加わる。数ヵ月後にはSTOMP TALK MODSTONEのバンド編成としては初のライブ出演をする。
2015年 ライブ活動を中心に物販にて初のデモ作品「1st DEMO」を販売、きいろれこーずによるコンピレーション作品「Before The Dawn」の参加、ART-SCHOOLのオマージュ作品集「ART-STUDENTS: LOVE LETTER BOX」の参加など活動の幅を広げる。そして、STOMP TALK MODSTONEのファンであった佐野実夢(ボーカル、イラストレーター)のイラストを見た川島がバンド加入の誘いをして現在の体制となった。
2016年 hydroによる自主企画「To:Identity crisis」 、tokyotenderによる自主企画 「Night Cruising」に参加。 また、デモ作品「2nd DEMO」、「水中息」や「花言葉」などリリースする。
2017年 きいろれこーずによる企画 「千葉SHOEGAZER vol.2」 に参加。「OS01」や「純潔」などのリリースをするが、川島の持病の悪化に伴い短期間の活動休止をする。
2018年 新曲の公開と同時に活動再開。popoqとtokyotenderによる合同企画 「Waltz #1」にてライブ活動も再開する。その後、「Day (by day)」「(day to) Day」「4.5」などのリリースをする。また、年末にはクリスマスコンピレーションアルバム作品 「C / CⅢ」に参加。
2019年 ライブ活動と平行に「神様の言うとおり/Refrainback」「天国の行き方 e.p.」をリリース。また、年の後半には体制変革の為にライブ活動を休止する。

## エピソード
- 「Ghost」のミュージックビデオ撮影時、中々メンバー全員が合流出来ず本来の集合時間から1時間後に合流した。[1]
- アーティスト写真の殆どはスリーピースバンド「ANMO」のsadie(ボーカル)による作品。また、「くちなしの花」「僕が居なくても」のミュージックビデオにも出演していた。

## 制作体制
現在リリースされている作品の全ては川島の宅録によって制作されたものとなっており、またそれに伴った映像作品も同時に川島によって制作されている。

2015年から2018年の作品に使用されているジャケットは佐野によるイラストとなっており、それ以前や現在は川島が制作。

殆どの作品にテーマやジャンルが設けられており、また使用する楽器やパターンなどの制限を設けて製作されている。

## 音源
初期はレギュラーチューニング主体だったが、現在ではハーフダウンチューニングを主体にカポタストを多様した作曲がメインになっている。また、楽曲によってはドロップDチューニングも用いる。

エフェクターを多様した音作りからクリーンを使用したシンプルな音作りの他に、キーボードやシンセサイザー、ストリングスを使うなど表現方法が多種多様。

## 作品

### シングル
|      | 発売日     | タイトル                                        | 規格    | 規格品番 | 収録曲                                                                           |
| ---- | ---------- | ----------------------------------------------- | ------- | -------- | -------------------------------------------------------------------------------- |
| 1st  | 2016/12/18 | 水中息                                          | Digital |          | 1. 水中息                                                                        |
| 2nd  | 2017/8/30  | 純潔                                            | Digital |          | 1. 純潔                                                                          |
| 3rd  | 2018/10/8  | 4.5                                             | Digital | HTSR-003 | 1. オリオンの灯 2. ロフォーテン諸島                                              |
| 4th  | 2019/12/11 | 神様の言うとおり/Refrainback                    | Digital | HTSR-005 | 1. 神様の言うとおり 2. Refrainback                                               |
| 5th  | 2020/3/4   | ep.春色                                         | Digital | HTSR-009 | 1. ep.春色                                                                       |
| 6th  | 2020/4/8   | カタストロフィー                                | Digital | HTSR-010 | 1. カタストロフィー                                                              |
| 7th  | 2020/5/10  | Fade Out/Untitled                               | Digital | HTSR-014 | 1. Fade Out 2. Untitled                                                          |
| 8th  | 2020/6/6   | Timeline/Lucky                                  | Digital | HTSR-015 | 1. Timeline 2. Lucky                                                             |
| 9th  | 2020/6/27  | Gypsophila/Wander                               | Digital | HTSR-016 | 1. Gypsophila 2. Wander                                                          |
| 10th | 2020/7/25  | Hurt                                            | Digital | HTSR-017 | 1. Hurt                                                                          |
| 11th | 2020/9/17  | Only Illusion                                   | Digital | HTSR-018 | 1. Only Illusion                                                                 |
| 12th | 2020/11/5  | Sugartime                                       | Digital | HTSR-019 | 1. Sugartime                                                                     |
| 13th | 2021/2/23  | Goodbye, False Friend                           | Digital | HTSR-020 | 1. Goodbye, False Friend                                                         |
| 14th | 2021/5/21  | My Birth                                        | Digital | HTSR-021 | 1. My Birth                                                                      |
| 15th | 2021/6/12  | The Locket                                      | Digital | HTSR-022 | 1. The Locket                                                                    |
| 16th | 2021/7/19  | Supercar                                        | Digital | HTSR-023 | 1. Supercar                                                                      |
| 17th | 2021/8/22  | She Was In The Depth Of Misery And Take New Way | Digital | HTSR-024 | 1. She Was In The Depth Of Misery And Take New Way                               |
| 18th | 2021/9/27  | Melissa/Keep On Mind                            | Digital | HTSR-025 | 1. Melissa 2. Keep On Mind 3. 17 (Instrumental) 4. Only Illusion (El Mol Rework) |
| 19th | 2021/11/21 | Sunday/You Were Here                            | Digital | HTSR-026 | 1. Sunday 2. You Were Here 3. Mer_090121 (Instrumental) 4. To Be (O.B. Rework)   |
| 20th | 2022/1/4   | I'll Believe                                    | Digital | HTSR-027 | 1. I'll Believe                                                                  |
| 21st | 2022/10/16 | Baby Sky                                        | Digital | HTSR-030 | 1. Baby Sky                                                                      |
| 22nd | 2023/1/9   | Purple From Love                                | Digital | HTSR-031 | 1. Purple From Love                                                              |
| 23rd | 2023/7/17  | Hello, New World                                | Digital | HTSR-032 | 1. Hello, New World                                                              |
| 24th | 2023/8/11  | Drive                                           | Digital | HTSR-033 | 1. Drive                                                                         |
| 25th | 2023/8/19  | Kill For Me/Maelstrom Jam                       | Digital | HTSR-034 | 1. Kill For Me/Maelstrom Jam                                                     |
| 26th | 2023/10/9  | WYD                                             | Digital | HTSR-035 | 1. WYD                                                                           |
| 27th | 2023/11/26 | Ghost                                           | Digital | HTSR-036 | 1. Ghost                                                                         |

### 参加作品
| 発売日     | タイトル                      | 規格    | 規格品番 | 収録曲           |
| ---------- | ----------------------------- | ------- | -------- | ---------------- |
| 2015/1/4   | Before The Dawn               | Digital |          | 指先デ繋ガル朝凪 |
| 2015/10/25 | ART-STUDENTS: LOVE LETTER BOX | CD      | CGP-005  | Pool             |
| 2018/12/20 | C / CⅢ                        | Digital |          | C Song           |

## ミュージックビデオ
| 監督     | 曲名 |
| -------- | --- |
| 川島剛光 | 「Music」「春サキ臨ム」「早安」「藍」「eureka」「toto」「Paradise Lost」「Ghost」「水中息」「くちなしの花」「僕が居なくても」「おかえり」「toto/生活」「what I say」「夢のような」「ネオトキオ」「Concern」「Lightning Bolt」「Why Don't You Give Up Run?」「If You Love Me, Let Me Know」「天国の行き方」「开始」「纯洁」「ep.春色」「カタストロフィー」「Untitled」「No Talk」「You Should Know」「Goodbye, False Friend」「B.D. (Manic)」「The Locket」「Keep On Mind」「I'll Believe」「Wonder」「What Should I Do?」「Baby Sky」「Purple From Love」「Hello, New World」「WYD」「Farewell」 |